# Harald Nielsen (sølvtegner)
 Der er flere personer med dette navn, se Harald Nielsen (flertydig).
Harald Christian Nielsen (født 20. juli 1892 i Bårse, død 22. december 1977 i Hellerup) var en dansk sølvtegner.

## Livsforløb
Da hans far sognepræst Søren Nielsen (f. 1845) døde i 1893 så flyttede hans mor, Lydia Kold (1852-1945), familien til København. Harald ville være maler, men det var der ikke råd til. Hans ældste søster Johanne Nielsen blev gift med Georg Jensen i 1907. Det gav ham i 1907 mulighed for at komme i ciselørlære hos Georg Jensen Sølvsmedie.
Her gav de ham tegneundervisning hos Carl V. Meyer og hans tegninger kom med i et katalog over sølvsmediens produkter. Han blev efterhånden en god tegner, som kunne omsætte skitserne fra Georg Jensen og Johan Rohde til arbejdstegninger til brug for sølvsmedene.
Han fik K.A. Larssens legat 1921. Han tegnede selv mange korpusarbejder og han udviklede sin egen stil. Han tegnede nogle enkelte smykker og to bestik, pyramidemønster, 1927-29 og dobbeltriflet 1947.
I Kunstindustrimuseet og i flere udenlandske museer kan man se hans arbejder. Efter verdensudstillingen i Paris 1925 deltog han i alle Georg Jensens udstillinger. Hans 60-årsdag 1952 fejredes med en separatudstilling hos Georg Jensen & Wendel A/S, i Kbh.
Han blev underdirektør 1958, fratrådte 1962, men var indtil 1967 tilknyttet smedjen som kunstnerisk konsulent. 1954 blev han Ridder af Dannebrog.

## Familie
Hans farfar var højskoleforstander og hans grandonkel Christen Kold. Hans farbrødre var digteren L.C. Nielsen og sceneinstruktør og teaterdirektør Johannes Nielsen. Hans søstre var sølvsmed Tabita Schwenn, Inger Albertus og Maria Møller.
Han er begravet på Gentofte Kirkegård.